# Sedlo za Kečkou
Sedlo za Kečkou lub Sedlo pod Kečkou – przełęcz w Wielkiej Fatrze na Słowacji. Znajduje się w bocznym grzbiecie pomiędzy szczytami Jarabina (1314 m) i Kečka (1139 m). Jej północne stoki opadają do Kantorskiej doliny, południowo-zachodnie do Hornojasenskiej doliny.
Przełęcz znajduje się w lesie, bliżej szczytu Kečki. Podejście na ten szczyt jest bardziej strome. Podejście na szczyt Jarabiny jest łagodniejsze, ale dłuższe, dużo większa jest także różnica wysokości.

## Turystyka
Przez przełęcz prowadzi niebiesko znakowany szlak turystyki pieszej.
  Sklabiňa – Sklabinská dolina – Medzy mníchmi – Na jame – Mažiarky – Tisové – Končitý vrch – Kečka – Sedlo za Kečkou – Jarabiná. Odległość 11,9 km, suma podejść 1014 m, suma zejść 180 m, czas przejścia 4:15 h, z powrotem 3:35 h